# Nitrato de uranilo

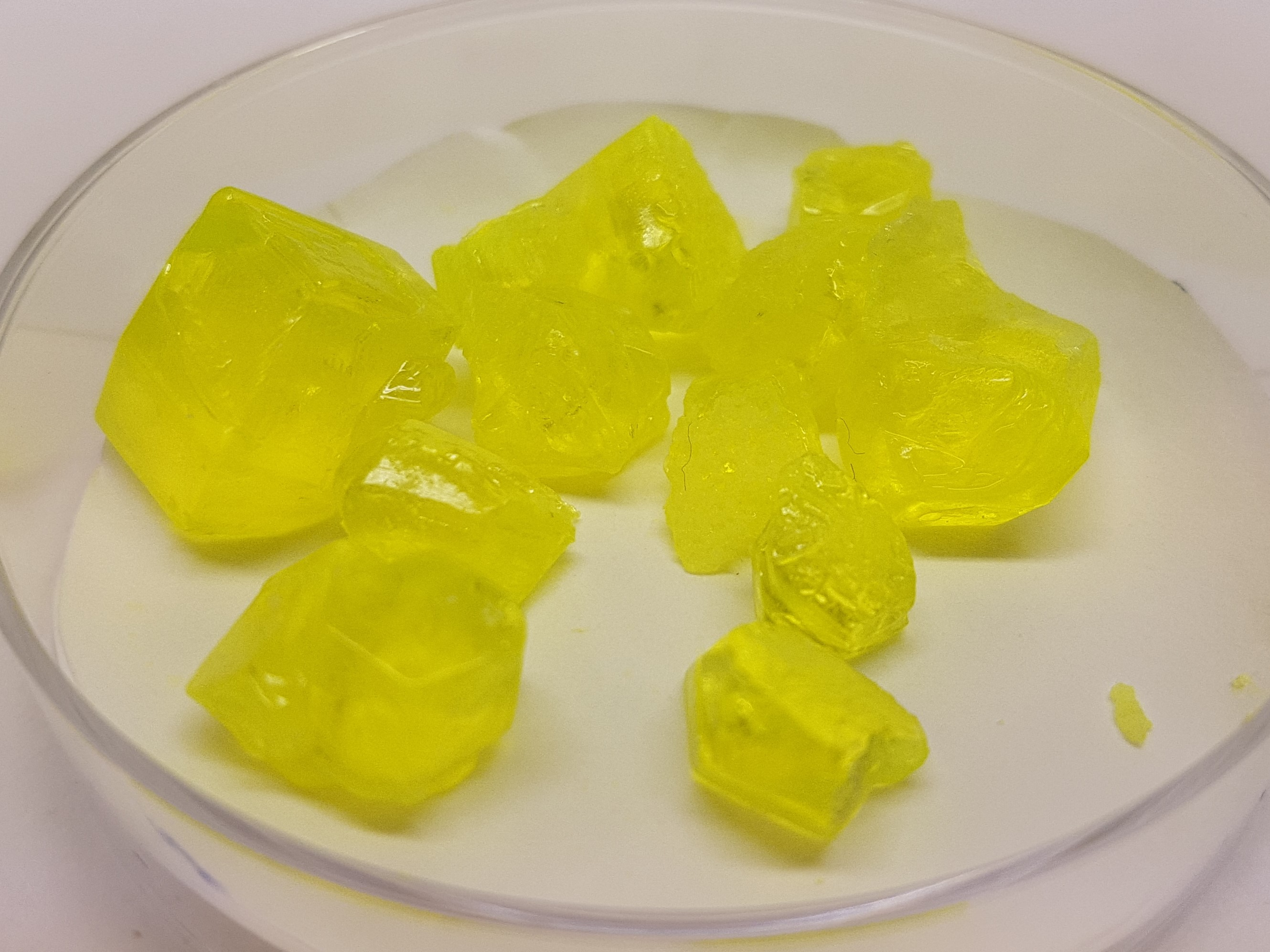
Nitrato de uranilo

Nitrato de uranilo é um sal de urânio amarelo solúvel em água com a fórmulaUO
2(NO
3)
2  ·  n H
2O
. Os hexa-, tri- e di-hidratos são conhecidos. O composto é de interesse principalmente porque é um intermediário na preparação de combustíveis nucleares. Na indústria nuclear, é comumente chamado de sal amarelo.
O nitrato de uranilo pode ser preparado pela reação de sais de urânio com ácido nítrico. É solúvel em água, etanol e acetona. Conforme determinado pela difração de nêutrons, o centro de uranila é caracteristicamente linear com distâncias U=O curtas. No plano equatorial do complexo há seis ligações UO com nitrato bidentado e dois ligantes de água. Às 245 pm, essas ligações UO são muito mais longas do que as ligações U=O do centro de uranilo.
Nitratos de uranila são materiais de partida comuns para a síntese de outros compostos de uranilo porque o ligante nitrato é facilmente substituído por outros ânions. Ele reage com oxalato para formar oxalato de uranilo. O tratamento com ácido clorídrico produz cloreto de uranila.